# Patricia Kaiser

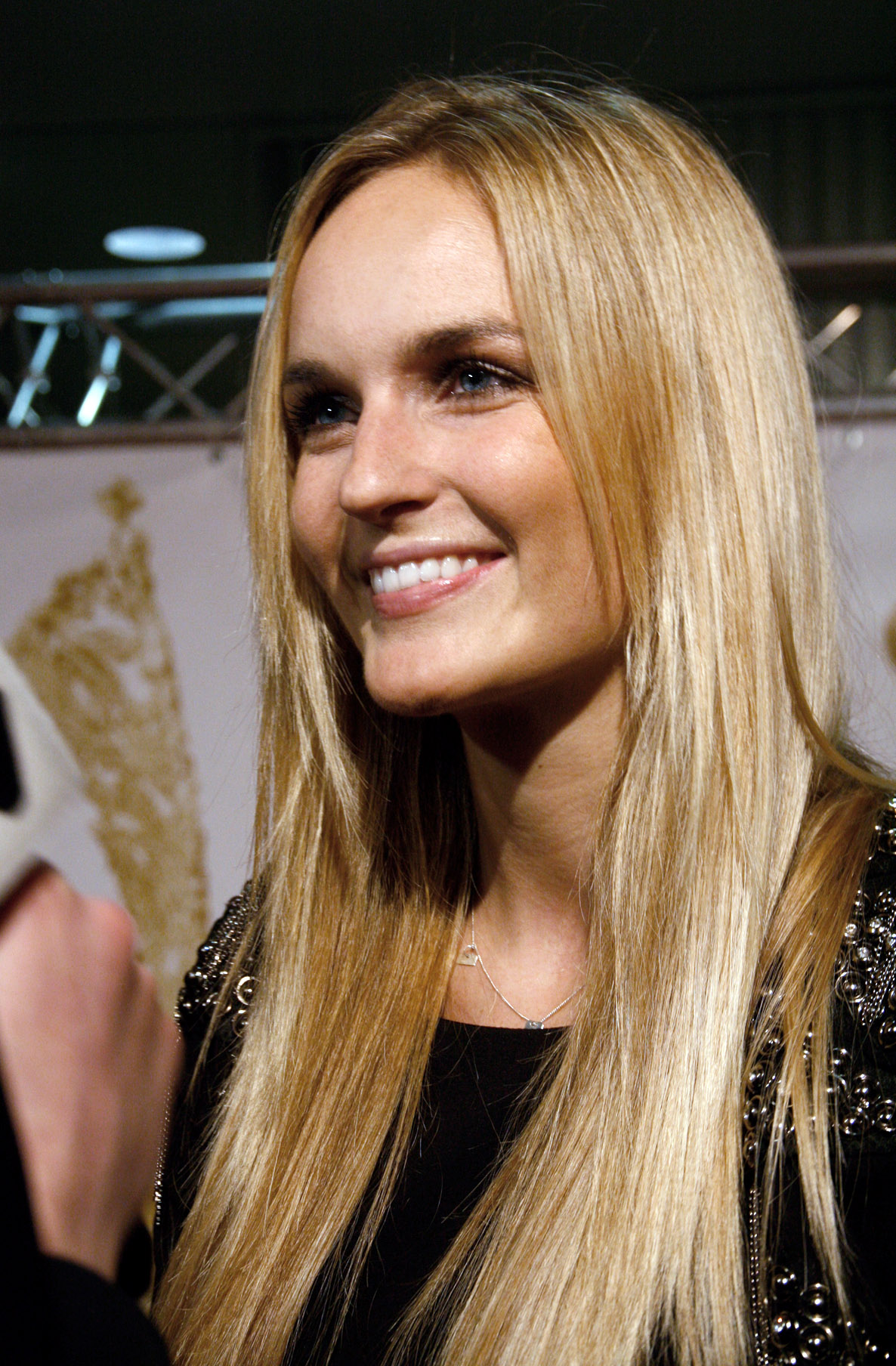
Patricia Kaiser, 2010

Patricia Kaiser (* 13. Juni 1984 in Ried im Innkreis, Oberösterreich; bürgerlich Patricia Wolf) ist ein österreichisches Model, Moderatorin und ehemalige Leichtathletin.

## Leben
Im Jahr 2000 wurde die damalige Nachwuchsleichtathletin mit 15 Jahren zur Miss Austria gewählt und ist damit bisher die jüngste Miss Austria. Im selben Jahr ging sie für Österreich bei der Miss World in London an den Start. Seitdem ist Kaiser als Model und Testimonial tätig.
Sie errang 2004 bei den österreichischen Meisterschaften im Speerwurf den 1. Platz. Im Siebenkampf wurde Patricia Kaiser österreichische Vizemeisterin, und 2009 belegte sie beim Leichtathletik-Europacup der Mehrkämpfer den zweiten Platz.
2005 trat sie gemeinsam mit Tanzpartner Alexander Kreissl bei der ersten Staffel von Dancing Stars im ORF an. Ihren Einstand als Schauspielerin hatte sie bei SOKO Donau, gefolgt von Der Glücksbringer (ZDF).
In der Nacht zum 11. Oktober 2009 überlebte sie als Beifahrerin einen schweren Verkehrsunfall, bei dem ihr damaliger Freund, der Fußballprofi Gustav Kral, tödlich verletzt wurde.
Im Frühjahr 2011 veröffentlichte sie gemeinsam mit Sportwissenschaftler und Physiotherapeut Roman Jahoda die Fitness-CD Core&More.
Gemeinsam mit Leo Aberer erreichte sie mit dem Song There will never be another you, neben der Teilnahme an der Song-Contest Vorausscheidung 2011, den ersten Platz der Ö3-Hörercharts. Darüber hinaus gelangte sie mit drei weiteren Singles in die Charts (Open Sesame, Escucha Me und Don’t wanna be).
Seit 2017 moderierte sie bei der DTM in Spielberg. Bei LT1 (OÖ Life) und Laola1.at (Fußball total) moderiert sie ihre eigenen Sendungen.
Darüber hinaus engagiert sich Patricia seit 2014 als Botschafterin für Wings for Life.
Patricia Kaiser ist verheiratet. Seit 2013 trägt sie bürgerlich den Namen Wolf. Sie ist Mutter zweier Kinder und lebt mit ihrer Familie im Süden Wiens.